# Heckler & Koch G11
Heckler & Koch G11 прототип штурмової гвинтівки, який розробляла з кінця 1960-х років компанія Gesellschaft für Hülsenlose Gewehrsysteme (GSHG) (Корпорація безгільзових гвинтівкових систем), конгломерат компаній, який очолювали виробник зброї компанія Heckler & Koch (машинобудування та дизайн зброї), Dynamit Nobel (метальний заряд та куля) та Hensoldt Wetzlar (ідентифікація цілі та оптичні системи). Гвинтівка відома своїм безгільзовим боєприпасом.
Спочатку це був проект ФРН, хоча він також мав значення для інших країн-учасниць НАТО. Зокрема, версії G11 брали участь в американській програмі Провідна штурмова гвинтівка.
В 1990 H&K закінчила розробку G11, яка призначалася для Бундесвера та інших партнерів по НАТО. Хоча зброя виявилася успішною, її не випускали великою серією через об'єднання Німеччини і відсутність угоди про закупівлю. Було випущено 1000 одиниць, деякі з яких потрапили до Бундесверу. Зрештою, німецькі збройні сили замінили гвинтівку G3 на G36.

## Історія та розробка
Розробку було розпочато в 1967 коли НАТО запустили ідею використання набоїв невеликого калібру. Було обрано три конкуренти: один американський, другий бельгійський і третій Heckler & Koch. НАТО швидко втратило зацікавленість в безгільзовій амуніції, але уряд ФРН продовжив розробку. Протягом 1968–1969 років, колишній уряд Західної Німеччини почав вивчати техніко-економічне обґрунтування майбутньої штурмової гвинтівки, а три контракти отримали компанії Diehl, IWKA Mauser та Heckler & Koch (розташований в Оберндорфі). Технічне завдання було дуже загальним і вимагало покращення імовірності (Ph) ураження піхотної зброї ніж існуюча, та задовольняла б вимогам FINABEL (абревіатура з назв країн France, Italy, Netherlands, Allemagne, Belgium and Luxembourg - Франція, Італія, Нідерланди, Німеччина, Бельгія та Люксембург) по дальності стрільби та швидкострільності. Конструктори могли самі обирати конструкцію, але Heckler & Koch розуміли, щоб досягти успіху необхідно змінити підхід.
Спочатку було зрозуміло, що досягти потрібної імовірності ураження не можливо при використанні звичайних відкритих прицілів. Тут міг стати в пригоді лише оптичний приціл. Компанія Hensoldt AG, яка поставила 100000 оптичних прицілів для G3, співпрацювала з H&K в розробці невеликого прицілу з малим збільшенням, який дозволив би слідкувати за ціллю обома очима. Але через велику вартість розробка була зупинена. Оскільки зброя була короткою, для прицільної лінії залишалося лише 37 см, що було замало для звичайного відкритого прицілу, про його використання мови не йшлося. В середині 1968 компанія Hensoldt представила рефлекторний приціл. Він базувався на старому та майже забутому патенті, а модернізована модель була побудована майстром з відділу збірки. 30 вересня 1968 Hensoldt було доручено провести дослідження для подальшої розробки.
В період з 1970 по 1971 роки проводилися чисельні дослідження. Компанії Heckler & Koch та Dynamit Nobel проводили інтенсивні дослідження відповідних боєприпасів. Перша конструкція з запаленням з боку була замінена на запалення в хвості. До 1970 дослідження прогрес дійшов до того, що дозволив робити одиночні постріли та черги на 3-постріли, але без повністю автоматичного вогню. Тоді ж в 1970 було обрано коробчастий магазин. Для вивчення дисперсії було обрано модель яка стріляла набоями 9×19 мм і оснащена рефлекторним прицілом. Ця модель мала темп стрільби 2400 постр/хв. Є припущення, що дослідження проводило товариство імені Фраунгофера(Fraunhofer-Gesellschaft) (розташовувалося в Вайль-на-Рейні). Для визначення точності було використано лазер і зйомка на плівку під час стрільби чергами по 3-постріли. Було з'ясовано, що конструкція з вільно плаваючим стволом має кращу точність. Наприкінці вересня початку жовтня 1971, зброя стала повністю автоматичною і отримала калібр 4,9 мм і отримала живлення збоку: model I зафіксована на "рейці", model II цілком придатна для використання.
В січні 1973, міністри оборони ФРН та Великої Британії досягли домовленості про обмін інформацією про розробку піхотної зброї та боєприпаси. Угода була покликана максимально допомогти обом партнерам. ФРН повинна була працювати над розробкою безгільзових боєприпасів, у той час як Велика Британія повинна була працювати над оптимізацією зброї під набій 4,85x45 мм.
Тим часом, міністерство оборони Німеччини планувало представити зброю НАТО в 1975, а розпочати польові випробування в 1976. Влітку 1973 міністерство зробило перевірку готовності зброї. Конструкція компанії Diehl використовувала різні магазини для кулі та заряду. Mauser представив конструкцію гвинтівки з трьома стволами. Конструкція H&K з обертовим затвором була визнана перспективною. 
Спільно з Федеральним відомством з питань оборонних технологій та закупівель (FODTP)(Bundesamt für Wehrtechnik und Beschaffung) було прийнято рішення обрати обертовий затвор H&K для подальшого вивчання та розробки.
На початку листопада 1973, на конференції НАТО в Брюсселі ФРН отримала запит на розробку другого покоління гвинтівки. Нова зброя H&K була представлена в невеликій кількості НАТО в квітні 1977. В 1977 році повинно було розпочатися широкомасштабне випробування НАТО додаткових гвинтівок під менший калібр разом з гвинтівками калібру 7,62×51 мм НАТО. Західна Німеччина хотіла бути готовою до цього часу. Коли калібр змінили на 4,3 мм, виникла затримка в розробці прототипу на місяці.
В середині 1974 кілька робочих гвинтівок Prototype 1 було передано Бундесверу. 14 червня 1974, міністр оборони Німеччини доручило FODTP ініціювати розробку зброї. Перевірка продуктивності проходила 18 та 19 грудня 1974. Темп стрільби чергами склав 1800 постр/хв та 400 постр/хв в автоматичному режимі. H&K отримала контракт на розробку (вартість 20 млн. DM) 23 грудня 1974. За контрактом закінчення розробки припадало осінь 1977 в тому числі з польовими випробуваннями. Згодом H&K уклав угоду з Hensoldt з продовженням контракту на розробку.
Приблизно в 1975, були подані патенті заявки на німецьку ручну зброю No. 23 26 525.0 та No. 24 13 615.0.
На початку 1976, зросли сумніви відносно життєздатності рефлексного прицілу. Вимоги до контрастності за несприятливих умов та додаткові можливості, такі як різнобарвна яскравість, налаштування відстані, збільшили вартість у порівнянні з прицілами схожого розміру. 11 червня 1976 було прийнято рішення вибрати інший приціл. 15 червня 1976 було остаточно сформовано специфікацію на приціл, 5/6 серпня 1976 було представлено першу модель. В листопаді 1977 FODTP відповідно змінили свою специфікацію. Наприкінці контракту влітку 1978 було визнано, що це задовольняє вимогам.
Тим часом Prototype 3 отримав калібр 4,75 мм. Prototype 4 та Prototype 5 отримали приціли і взяли участь в польових випробуваннях НАТО 1977 в Меппені. Після закінчення контракта з FODTP компанії H&K, Dynamit Nobel та Hensoldt продовжили розробки, фінансуючи їх з власних фондів. В 1978 Маузер закінчив власну зброю під калібр 4,7 мм в звичайній гільзі, але в кінцевому випадку програла розробці H&K G11. Варто зазначити, що безгільзовий набій ще не став телескопічним і був "звичайним".
28 жовтня 1980 НАТО затвердило стандартизацію (STANAG 4172) набою 5,56×45 мм НАТО, як другого набою малого калібру для використання в альянсі.
До 1982 після тестів було внесено зміни. В Prototype 6 калібр замінили на 4,7x21 мм. Звичайний нітро-целюлозний заряд було замінено на Заряд високотемпературного запалення (HITP) на базі Октогена. Ствол отримав полігональну нарізку. Корпус гвинтівки розробив відомий конструктор. На Prototype 13 звернули увагу чисельні медіа та пресу. Він повинен був стати першою версією, яка взяла участь у програмі Передова штурмова гвинтівка (ПШГ).
Тим часом, розробку було перероблено на новий телескопічний набій калібру 4,73x33 мм (DM11). В 1984 товариство Gesellschaft für hülsenlose Gewehrsysteme (GHGS), створене H&K GmbH та Dynamit Nobel AG, підписав ліцензійну угоду на власну версію (вартість 3,8 млн. USD) з Департаментом оборони США та для адоптації безгільзового набою для Бундесвера та НАТО.
8 грудня 1986 Hensoldt представила останню версію прицілу "Zieloptik ZO 1".
Серійна модель G11 K1 (K - Конфігурація) була готова в березні 1987. Польові та військові випробування було розпочато в червні в Бундесвері в Гамбурзі і тривали до січня 1989. Вони показали 100% перевагу зброї по пробивній імовірності над G3. Остаточна розробка боєприпасу була закінчена до кінця 1988 з такими самими показниками як і за 4 роки до цього. В березні 1989 було створено першу Стрілецьку інструкцію для G11 K1 для програми ПШГ. Після цього було розпочато роботу над G11 K2. 3 березня 1989, перші 5 екземплярів ПШГ на Абердинський випробувальний полігон. В травні H&K почав інструктувати тестувальників, як вправлятися зброєю.
В квітні 1990 FODTP сертифікували G11 для використання в Бундевері. В травні 1990 Тілло Мьоллер, потім керівник відділу досліджень та розвитку  H&K, представив G11 військовим чиновникам. В той же час федеральний уряд Німеччини (Bundesregierung) підтвердив запит Бундестагу про підписання контракту на початку 1990 для прийняття G11 і що це є частина бюджету (Haushalt 1990 EPL 14). Якщо б її прийняли на озброєння, гвинтівка надійшла б спочатку в військові частини першої лінії. Планувалося замінити гвинтівки G3 до 2002 року. Вартість контракта на 300000 одиниць становив 2,7 млрд дойчмарок. Федеральний уряд підтвердив резервування 30 млн марок в бюджеті 1989, а інше планувалося на 1990 бюджетний рік.
В квітні 1990 програма ПШГ була закрита і жодна з гвинтівок ПШГ не була прийнята на озброєння, оскільки вони не відповідали пробивній імовірності. В вересні 1990 H&K дізналися про скасування досерійного контракту.
В листопаді 1990 було підписано Договір про звичайні збройні сили в Євпропі (CFE) який вносив обмеження на звичайне військове обладнання в Європі і вимагав знищення надмірної кількості зброї.
В січні 1992 Федеральное аудиторское бюро не рекомендувало купувати G11, а міністр оборони Герхард Штолтенберг викреслив G11 зі списку закупівель. 1 квітня 1990 Варшавський пакт розпався, залишивши Західну Німеччину з надлишком сотень тисяч автоматів Калашникова. Розробка G11 в період з 1974 по 1989 коштувала платникам податків 84,1 млн дойчмарок, залишивши H&K з боргом в 180 млн дойчмарок. H&K надав дозвіл Федеральному управлінню економіки та експортного контролю експортувати продати гвинтівку в 80 країн та надав ліцензію 15 країнам. 8 березня 1992 G11 (K2) було рекомендовано до повномасштабного виробництва.
17 липня 1992 року в силу вступив Договір про звичайні збройні сили в Європі.
В червні 1993 року стало відомо, що G11 не може прийнята на озброєння через "відсутність можливої стандартизації НАТО".
В 2004 стартувала програма Технологій легкої ручної зброї (LSAT) ліцензувала безгільзовий набій G11. На першому етапі, який тривав до січня 2005, до формули HITP застосували зворотню обробку та оцінку. Під час 28-місячного другого етапу, безгільзовий набій G11 було скопійовано та відтворено армією США. В травні 2007 безгільзовий набій було масштабовано та адаптовано під кулю 5,56 мм телескопічної та круглої форми. Паралельно було створено версію під полімерну гільзу.

## Конструкція

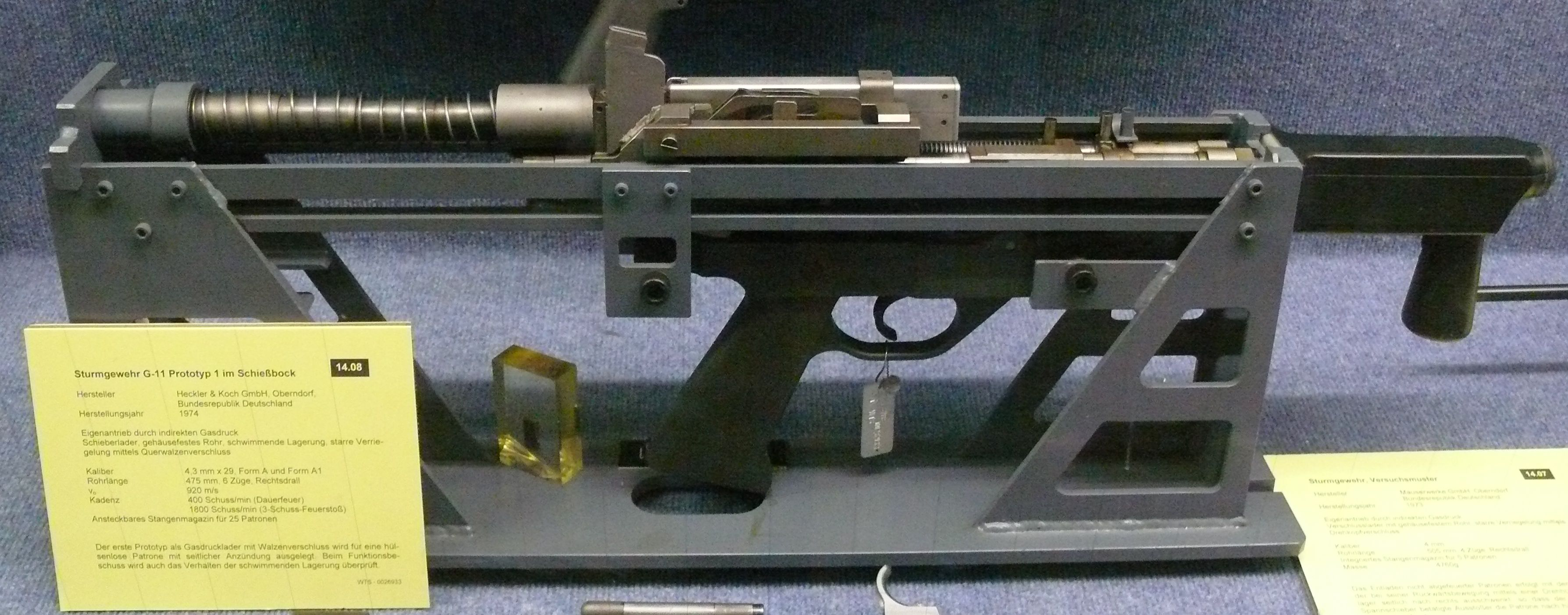
Перший робочий прототип механізму G11.

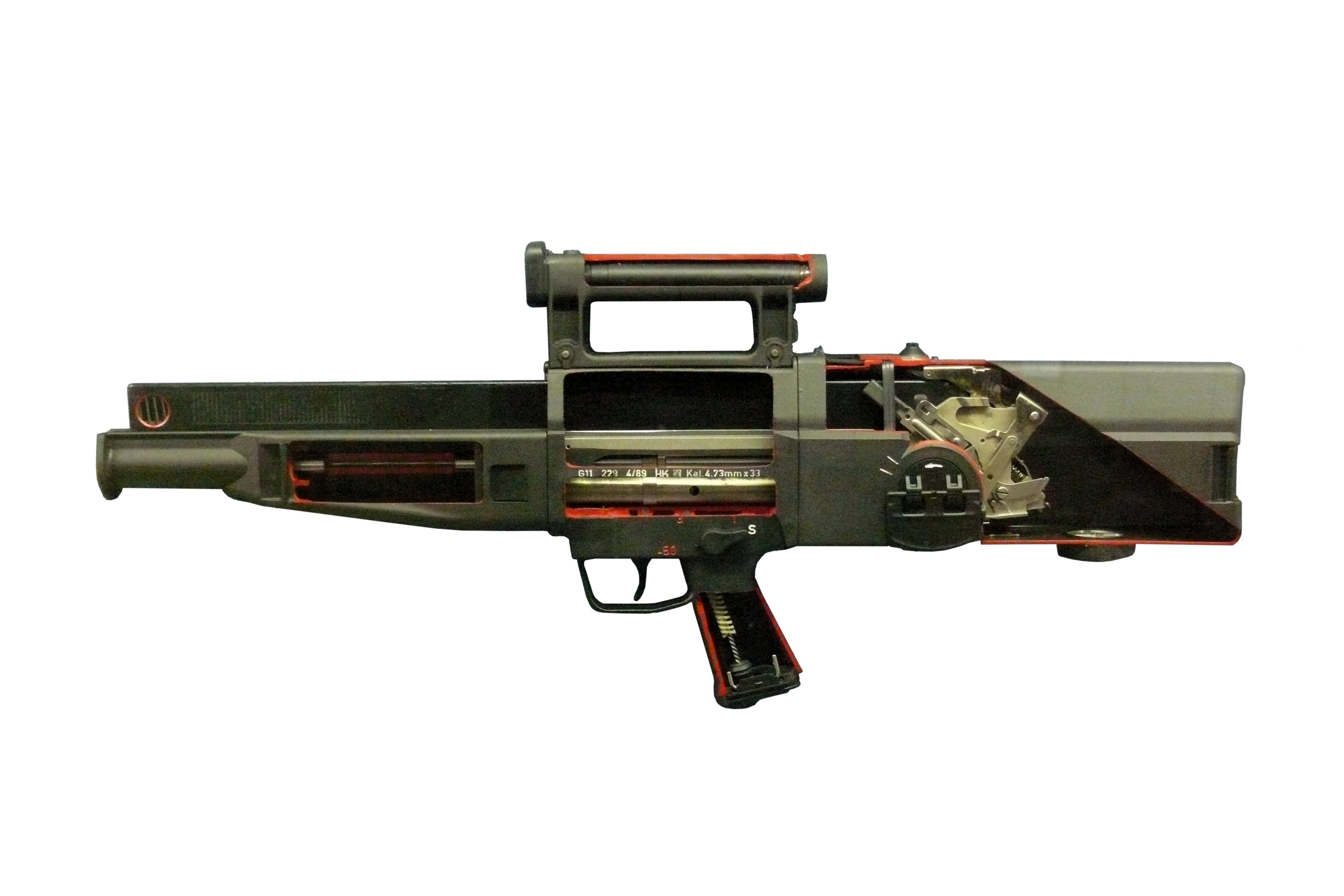
Зображення фінального прототипу.

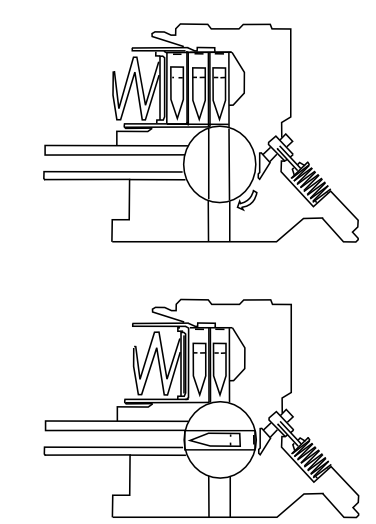
Ця діаграма ілюструє унікальний цикл живлення G11.

Зброя використовувала безгільзовий набій 4,73×33 мм, з зарядом у вигляді кубічних блоків. Набій також мав позначення 4,92 мм через HK G11 ACR, варіант розроблений для випробувань, оскільки в США по іншому вимірювали калібр нарізів. Куля мала діаметр 4,93 мм з довжиною гільзи в 33 мм, в США довжина складала 34 мм оскільки для випробувань ПШГ довжина вимірювалася по довжині камори, а не по довжині гільзи. Набій 4,73 мм був наполовину легший і на 40% менший за набій 5,56×45 мм НАТО. Набій було розроблено з такою самою балістикою, як і набій 5,56×45 мм НАТО. Тим не менш, куля калібру 4,73 мм менше експансивна при влучанні або пробиванні м'якої цілі, а тому має меншу убивчу силу. Вплив на м'які цілі відповідає міжнародним конвенціям. Навіть на невеликих відстанях куля не розколюється на осколки при влучанні в м'яку ціль. Це підтвердили випробування з желатином.
Конструкція була розроблена таким чином щоб збільшити імовірність пробиття при високому темпі стрільби чергами. Випробування проходили з використанням дробовика CAWS, щоб дізнатися чи зможе однозарядна система може досягти потрібної відстані та пробивної імовірності при використанні флешетт-боєприпасів. В результаті стрільб з'ясувалося, що при високому темпі стрільби флешетт-боєприпасами створюється щільний вогонь, як при стрільбі з дробовика, при цьому дальність стрільби дорівнює стрільби з гвинтівки.
Гвинтівка була розроблена таким чином, що розсіювання при стрільбі по ростовій цілі, яка рухається зі швидкістю в 6 км/год на відстані в 250 м була б уражена, навіть, при ведучій кутовій помилці (2 mil) в 51 см.
Зброя мала три режими ведення вогню: навпів-автоматичний, повністю автоматичний з темпом 460 постр/хв та черга на три постріли з темпом 2100 циклічних пострілів за хвилину або приблизно 36 пострілів за секунду. Механізм заряджання та живлення фізично дуже складний, але дуже швидкий та надійний. Набої подаються в зброю з магазина який розташовувався над стволом, паралельно йому. Набої розташовані вертикально (90 градусів відносно ствола) і подавалися вниз в роторну камору, яка оберталася на 90 градусів для пострілу. Приблизний опис роботи автоматики:
1. Стрілець обертає ручку заряджання за годинниковою стрілкою:
2. Набій падає в роторну камору вертикально (поршень завантаження допомагає в цьому процесі).
3. Камора обертається на 90° поки не вирівнюється зі стволом. Таким чином закінчується заряджання набою і зведення ударника.
4. При натисканні спускового гачка, ударник вдаряє по капсулю, який підпалює пороховий заряд, той в свою чергу штовхає кулю в ствол. Суцільний блок заряду розколюється для збільшення площі горіння, заряд згоряє і прискорює кулю в стволі.
5. Прискорюючись куля створює віддачу, яка штовхає ствол, магазин, камору та робочий механізм назад.
6. Порохові гази, відведені зі ствола, обертають камору і запускають механізм заряджання, обертаючи камору в вертикальне положення до того моменту коли наступний набій може потрапити в камору.

У звичайній штурмовій гвинтівці приблизно вісім етапів в роботі автоматики:
1. Заряджання: затворна група штовхає набій з магазина в камору.
2. Замикання: затвор замикає ствол.
3. Постріл: ударник завдає удару по капсулю основного заряду.
4. Відмикання: за допомогою порохових газів, віддачі або руху вільного затвора, рухливі частини відмикають ствол.
5. Екстракція гільзи: порожня гільза витягується та викидається з камори.
6. Викид гільзи: порожня гільза викидається зі зброї через ежектор затвора або фіксований чи напів-фіксований ежектор.
7. Скидання механізму стрільби: під час руху назад робочих частин відбувається скидання механізму стрільби.
8. Буферизація: під кінець руху робочі частини вдаряються в буфер і зупиняються. Пружина віддачі повністю стискається і починає рухати робочі частини вперед для заряджання.

Через використання безгільзових набоїв в G11 етапи видалення та викидання гільз відсутні. Навіть через те, що роторна камора не замикається, як в звичайній зброї, але факт того, що камора обертається, можна вважати, що в гвинтівці є етапи замикання-відмикання затвора. При осічці або при стрільбі тренувальними набоями, гвинтівку можна перезарядити вручну прокрутивши ручку заряджання проти годинникової стрілки. Таким чином збійний/тренувальний набій викидається через аварійне вікно викидання в нижній частині гвинтівки, а потім відбувається досилання наступного набою.
При стрільбі чергами на три набої, стрілець відчуває віддачу лише після третього пострілу. Це досягається завдяки тому, що ствол та механізм живлення "плавають" у корпусі рушниці. Після пострілу, ствол, магазин, камора та робочий механізм рухається назад на кілька дюймів. Лише коли вони вдаряються в буфер в гвинтівки стрілець відчуває віддачу. Під час руху назад механізм перезаряджається і можна зробити 3 постріли. Коли ствол та механізм досягає крайньої точки, пружини віддачі штовхають механізм вперед у передню позицію. При напів-автоматичній та автоматичній стрільбі гвинтівка заряджається одним набоєм за один рух механізму. Темп стрільби в автоматичному режимі складає 460 пострілів за хвилину. Внутрішні механізми гвинтівки дуже складні в порівнянні з попередніми зразками, але їх можна порівняти з механізмами невеликого годинника. Кількість годин, які потрібні для обслуговування G11 у порівнянні з іншими конструкціями, особливо оскільки не відомо як впливає пороховий газ безгільзових набоїв на внутрішні механізми. Конструктори стверджували, що через відсутність етапу викидання гільз, а отже відсутність вікна есктрації гільз, в середину зброї потрапляє менше бруду, пилу та піску. А отже зменшується потреба чистити зброю.
Повідомлялося, що через високі допуски замикання переднього та заднього отворів камори очікується, що термін зносу збільшується до 6000 пострілів перед технічним обслуговуванням.

### Передчасні постріли та форма боєприпасів
Передчасне запалення боєприпасів від тепла в каморі, відоме як передчасний постріл, було основною проблемою перших прототипів G11 де використовувалася синтетично пов'язана інітроцелюлоза, сформована в блоки. Зазвичай, коли куля входить в камору її гільза ізолює заряд від запалення до того часу як ударник влучає в капсуль. Гільза захищає метальний заряд  від тепла яке утворюється в каморі і потрібен якийсь час щоб температура піднялася до потрібного рівня, щоб підпалити заряд. До того ж, в традиційній гвинтівці, викидання гарячої гільзи охолоджує систему. В результаті використання безгільзових набоїв в G11, виникла загроза безпеці і вона була знята з випробувань НАТО в 1979. Через високий темп вогню та відсутність гільзових набоїв значною стала проблема передчасних пострілів через значне зростання тепла в каморі G11, оскільки камора не передбачала охолодження, оскільки в зброї зі звичайним затвором при русі назад і екстракції гільзи в камору надходить повітря, яке охолоджує камору..
Для вирішення цієї проблеми Heckler та Koch підписали угоду з Dynamit Nobel, які переробили набій для використання з новим  Зарядом високотемпературного запалення (HITP). Проблеми передчасного пострілу зменшилися, з початком використання заряду октогена зі спеціальною сполучною речовиною та покриттям для боєприпасів, що підвищило температуру самозаймання ще на 100 °С, ніж стандартний нітроцелюлозний заряд (180 °С).
Цікавою особливістю нового набою була його незвична форма. Більшість гільз мають циліндричну форму; проте, перероблений набій мав квадратну форму. Це дозволило мати 50-зарядний магазин, оскільки набої щільно стояли в магазині і були відсутні порожнини які існували в магазинах з циліндричними набоями.
Проблеми виділення тепла з при використанні безгільзових набоїв, а також методи його запалення вивчали різні компанії. Альтернативний шлях було знайдено австрійською компанією Voere, які використали безгільзовий набій розроблений австрійським винахідником Юбером Уселом для гвинтівки Voere VEC-91, з електричним запаленням. Цей метод дав можливість сильно збільшити температуру запалення, зберігаючи при цьому здатність стріляти. Це дозволяє збільшити максимальний темп вогню та час до того як відбудеться попередній постріл, але VEC-91 ніколи так не працювала, оскільки мала ковзний затвор.
Набій 4,73×33 мм повинен був пробивати броню НАТО та країн Варшавського договору на відстані в 300–400 м (Документ 14) але рекламувалася, що відповідає вимогам бронепробиття на відстані в 600 м. Цей факт не підтвердили та не заперечили в уряді Західної Німеччини, посилаючись на те, що інформація про це закрита.
У відповідності до іншої вимоги НАТО до особистої зброї самооборони (PDW) було создано ручну зброю Nahbereichswaffe (NBW). Вона повинна була використовувати набій 4,73×25 мм і відповідати тим самим вимогам, що і набій HK 4,6×30 мм: бронебійність НАТО CRISAT Technology Area 1 (TA1) мала становити 300 м; бронежилета другого рівня - 25 м; забійна сила по не броньованій цілі повинна бути на відстані 450 м.
| Набій      | Вага набою | Вага кулі | Вага спорядженого магазина                                | приклад загрузки боєприпасів                            | Тиск     | Швидкість | Енергія         | Енергія віддачі (Імпульс²) |
| ---------- | ---------- | --------- | --------------------------------------------------------- | ------------------------------------------------------- | -------- | --------- | --------------- | -------------------------- |
| 4,73×33 мм | 5,2 г      | 3,25 г    | 45-зарядний магазин @0.25 кг 15-зарядний магазин @0.11 кг | 2 магазини + 28 набоїв 7.35 кг загальна вага 510 набоїв | 3850 бар | 930 м/с   | 1470 Дж/фт фунт | 28                         |
| 4,73×25 мм | 4 г        | 2,75 г    | 20–40-зарядний магазин                                    |                                                         | 2750 бар | 585 м/с   | 280+ Дж @range  |                            |

## Майбутні розробки
До 2004 технологія розроблена для гвинтівки G11 була ліцензована для проекту Технології полегшеної стрілецької зброї, поточний проект якого є прототипом легкого кулемета для армії США. Конструкція повинна використовувати звичайні набої з композитними гільзами або безгільзові набої розроблені на базі набоїв для G11. Обидва види боєприпасів є телескопічними, як в G11, проте, теперішня конструкція набою має пластикову гільзу, на відміну від безгільзового набою G11.  Конструкція, як і G11, має роторну камору, яка обертається навколо поздовжньої осі зброї.